# Persparsia kopua
Persparsia kopua är en fiskart som först beskrevs av Phillipps 1942.  Persparsia kopua ingår i släktet Persparsia och familjen Platytroctidae. Inga underarter finns listade i Catalogue of Life.